# التحالف للديمقراطية والتقدم (مالي)
التحالف للديمقراطية والتقدم (بالفرنسية: Alliance pour la démocratie et le progrès)‏ كان تحالفًا للأحزاب السياسية في مالي يدعم الرئيس أمادو توماني توري. في الانتخابات البرلمانية في التي جرت في 1 يوليو و22 يوليو 2007، فازت الأحزاب الأعضاء في التحالف بـ 113 مقعدًا من أصل 160 مقعدًا.